# عبد الرحمن بن عبد اللطيف آل الشيخ مبارك
عبد الرحمن بن عبد اللطيف بن مبارك الأحسائي (1837 - 1892) سياسي وقاضي سعودي من أهل القرن التاسع عشر الميلادي. ولد في الأحساء ونشأ ودرس بها. ينتمي إلى آل الشيخ مبارك. بعد تعليمه أنصرف للقضايا السياسية وانضم إلى سعود بن فيصل بن تركي لما استولى على الأحساء، وبعده إلى عبد الرحمن الفيصل. سجِن مرتين، الأولى بسبب خلافات داخلية في أسرة آل سعود، والثانية بسبب خلافات السعودية-العثمانية. قابله في البحرين بعد هروبه حكامها آل خليفة بإكرام، وعيّنه عيسى بن علي آل خليفة قاضيًا للمحرق. حتى توفي بها. كان فارِسًا بارزًا وله رسالة في أنساب الخيل، طبعت ونشرت في 2018. 

## ولادته وتعليمه
هو عبد الرحمن بن عبد اللطيف بن مبارك الأحسائي، ولد بالأحساء سنة 1253 هـ/ 1837 م ونشأ فيه في عائلة معروفة وهي آل الشيخ مبارك. درس فيها على والده وعلماء الأحساء.

## في السياسة
بعد تعليمه أنصرف للقضايا السياسية. فمال إلى سعود بن فيصل بن تركي لما استولى على الأحساء، فساعده، ثم بعده إلى عبد الرحمن الفيصل وعاونه، وجعل منزله منزلًا له ولجُنوده.

تعرّض إلى السجن مرتين بسبب خلافات داخل أسرة آل سعود وخلافات السعودية-العثمانية خصوصًا في أيام السيطرة العثمانية على نجد، الأولى في الرياض لمدة أربع سنوات، سجنه عبد الله بن فيصل لأنه كان من أعوان أخيه سعود. ثم سجن في الأحساء عام 1287 هـ/ 1870 م، سجنه المتصرف لِمُالأته سعودًا، ثم هرب من السجن وأجراء الحُكم في عام 1291 هـ/ 1874 م عندما مكّن عبد الرحمن الفيصل من دخول الأحساء، فذهب إلى البحرين .

قابله في البحرين بعد هروبه حكامها آل خليفة بإكرام، وعيّنه عيسى بن علي آل خليفة قاضيًا للمحرق. حتى توفي بها في 1310 هـ/ 1892 م.

## مؤلفاته
له رسالة مخطوطة في أنساب الخيل، حيث كان ذا فروسية فائقة.  حققه ونشره يحيى بن عبد الله الكندري بعنوان رسالة في أنساب الخيل في 2018. 